# Noirlieu
Noirlieu ist eine französische Gemeinde mit 110 Einwohnern (Stand 1. Januar 2022) im Département Marne in der Region Grand Est. Sie gehört zum Kanton Argonne Suippe et Vesle und zum Arrondissement Châlons-en-Champagne. 

## Geografie
Die Gemeinde Noirlieu liegt in der Trockenen Champagne, etwa 30 Kilometer östlich von Châlons-en-Champagne. In Noirlieu entspringt der Fluss Ante. Die Gemeinde wird umgeben von folgenden Nachbargemeinden:
| Dommartin-Varimont | Épense                                      | Remicourt              |
| Somme-Yèvre        | Kompassrose, die auf Nachbargemeinden zeigt |                        |
| Contault           |                                             | Saint-Mard-sur-le-Mont |

## Bevölkerungsentwicklung
| Jahr                       | 1962 | 1968 | 1975 | 1982 | 1990 | 1999 | 2008 | 2018 |
| -------------------------- | ---- | ---- | ---- | ---- | ---- | ---- | ---- | ---- |
| Einwohner                  | 142  | 137  | 139  | 127  | 122  | 124  | 124  | 106  |
| Quellen: Cassini und INSEE |      |      |      |      |      |      |      |      |